# 鄂城区
鄂城区（がくじょう-く）は中華人民共和国湖北省鄂州市に位置する市轄区。鄂州花湖空港があった。

## 行政区画
- 街道:鳳凰街道、古楼街道、西山街道
- 鎮:沢林鎮、杜山鎮、新廟鎮、碧石鎮、汀祖鎮、燕磯鎮、楊葉鎮、花湖鎮、長港鎮
- 郷:沙窩郷
- 鄂州経済開発区